# 천모교
천모교(일본어: 天母教)는 일본의 타이완 식민지배기간 동안 타이완에서 발생한 신토계의 신흥종교이다.
주요 교리는 일본 건국신화에 나오는 국신인 아마테라스 오오카미와 중국의 해신인 마조(媽祖,천상성모)가 같은 신이라는 것으로, 일본신토가 타이완 민간신앙을 흡수하여 종교화한 것이다. 천모교의 천모란 바로 아마테라스 오오카미와 마조의 두 여신을 가리키는 것으로, 모성애를 큰 덕목으로 보며, 이들 신이 여성의 모습으로 나타난다고 가르치고 있다. 교리는 보편적인 권선징악의 내용과 더불어 일본식민지배의 종교였기 때문에, 일본 천황에 대한 존경과 애국(일본에 대한)도 강조하였다. 천모교단은 타이페이의 삼각포(三角埔)에 지어진 천모신사이며, 이곳에서 중국 푸젠성에서 받은 마조상이 모셔져 있었다.
포교활동과 더불어 교단은 삼각포 지역에서 온천 채굴과 숙박업, 버스 경영등의 경제활동을 통해 교단을 중심으로 한 고급주택지 개발을 실시하여 개발사업과 유착된 종교이기도 하였다. 천모교는 일본의 패전과 더불어 교주를 포함한 일본인들의 귀국으로 없어지게 되지만, 천모교단이 있었던 지역의 인프라는 이후에도 발전되어 오늘날은 원 지명을 제치고 天母라는 지명으로 불리는 부촌이 되었다.

## 같이 보기
- 신흥 종교 목록